# Temescal Valley, Kalifornien
Temescal Valley är en ort (CDP) i Riverside County, i delstaten Kalifornien, USA. Enligt United States Census Bureau har orten en folkmängd på 22 535 invånare (2010) och en landarea på 50 km².